# Distrito de Al Butnan
El Distrito de Al Butnam (en árabe: شعبية البطنان) es uno de los veintidós distritos o sha'biya que desde el año 2007 subdividen políticamente a Libia. Su ciudad capital es la ciudad de Tobruk.

## Geografía
Al norte, Al Butnam posee costas sobre el Mar Mediterráneo. Al este comparte fronteras internacionales con la República Árabe de Egipto, limitando con la Gobernación de Matrú y también con la Gobernación de Nuevo Valle. Dentro de Libia limita con estos distritos:
- Darnah al noroeste.
- Al Wahat al oeste y al sur.

## Población y territorio
Tiene 83.860 km² de superficie territorial. Dentro de Al Butnam reside una población de 144.527 personas (censo del año 2006). La densidad poblacional es de 1,72 habitantes por cada kilómetro cuadrado del Distrito de Al Butnam.